# Being as an Ocean
I Being as an Ocean sono un gruppo musicale statunitense formatosi ad Alpine, in California, nel 2011.

## Formazione
Attuale
- Joel Quartuccio – voce (2011-presente)
- Tyler Ross – Chitarra solista, cori (2011-presente)
- Michael McGough – Chitarra ritmica, voce secondaria (2013-presente)
- Ralph Sica – basso (2011-presente)

Ex componenti
- Jacob Prest – chitarra ritmica, cori (2011-2013)
- Shad Hamawe –  batteria (2011-2013)
- Connor Denis – batteria (2013-2015)

Turnisti
- Anthony Ghazel – batteria (2017-presente)
- Jesse Shelley – batteria (2015-2017)

## Discografia
Album in studio
| Anno | Titolo                                                                            | Classifiche | Classifiche | Classifiche | Classifiche |
| Anno | Titolo                                                                            | US          | US Indie    | US Alt.     | US Rock     |
| ---- | --------------------------------------------------------------------------------- | ----------- | ----------- | ----------- | ----------- |
| 2012 | Dear G-d... - Pubblicato: 23 ottobre - Etichetta: inVogue Records                 | —           | 115         | —           | —           |
| 2014 | How We Both Wondrously Perish - Pubblicato: 6 maggio - Etichetta: inVogue Records | 57          | 9           | 10          | 17          |
| 2015 | Being as an Ocean - Pubblicato: 30 giugno - Etichetta: inVogue Records            | —           | 11          | 17          | 25          |
| 2017 | Waiting for Morning to Come - Pubblicato: 8 settembre - Etichetta: indipendente   | —           | 38          | —           | —           |